# Predmenstrualni sindrom
Predmenstrualni sindrom (PMS) je skup simptoma koji se ciklički pojavljuju u žena ovisno o fazama menstrualnog ciklusa u obliku psihičkih i fizičkih tegoba. Tegobe se najčešće javljaju u lutealnoj fazi ciklusa, 7 - 10 dana prije mjesečnice i nestaju nekoliko sati nakon početka menstrualnog krvarenja.
Računa se da više od 70% žena pati od predmenstrualnog sindroma, a većina žena u zapadnom svijetu (anglosaksonska i njemačka literatura navodi 40%). Stres je jedan od važnijih uzroka i pod njegovim utjecajem je najizraženiji dok su promjene prije menstruacije gotovo neprimjetne ako žene borave u mirnoj okolini koja opušta. 
Problem predmenstrualnog sindroma opisuje se od 1931. godine, a terminologija i temeljne karakteristike obrađene su 1950-ih godina od kada se sindrom sustavno istražuje. Kao i klimakterij, predmenstrualni sindrom je kulturalno uvjetovan i ima mnogo odlika socijalnog konstrukta.
Predmenstrualni sindrom najčešće se pojavljuje:
- u dobi između 20 i 40 godina
- kod žena koje jedu puno slatke i slane hrane
- kod žena koje žive pod stresom
- kod žena koje boluju ili su bolovale od depresije
- kod žena koje su više puta rađale
- poslije problematične trudnoće
- kod žena koje imaju bolne menstruacije
- kod žena čija je sestra ili majka imala PMS
- kod žena koje se malo bave tjelesnim aktivnostima

Mogu se pojaviti: razdražljivost, manjak koncentracije, nesanica, nagle promjene raspoloženja, nadutost i općenito zadržavanje vode u organizmu (dobitak na težini od 1-3 kg), pojačana žeđ prije samog ciklusa, naticanje gležnjeva, pojačana masnoća kože i kose, izbijanje prišteva, potreba za slatkom, slanom i masnijom hranom.
Mjesečne promjene razine hormona mogu proći prilično neprimjetno, međutim većina žena osjeća promjene raspoloženja i ponašanja, nervozu i razdražljivost,  pritisak u donjem dijelu trbuha, napetost i težinu u dojkama, mučnine i proljeve, promjene apetita, nesanicu. Ne moraju biti izraženi svi simptomi.
Žene u pravilu osjećaju neki od tri tipa predmenstrualnih tegoba:
- predmenstrualnu promjenu - obično se pojavljuje jedan tjelesni simptom, poput npr. nadutosti i osjećaja težine;
- predmenstrualni sindrom (PMS) - pojavljuje se dva ili više simptoma
- predmenstrualni disforični poremećaj (PDD) - pojavljuje se najmanje pet simptoma, a jedan od pet simptoma mora biti promjena raspoloženja, poput tjeskobe ili depresije, a simptomi su toliko jaki da ženu izbacuju iz dnevnog ritma.

### Liječenje PMS-a
- Vođenje dnevnika promjena i prehrana - napadi gladi povezani su s niskom razinom šećera u krvi. Umjesto jednostavnih šećera (koji se nalaze u čokoladi, marmeladi, ili kolačima) preporučuje se u kritičnim danima povećati unos složenih šećera iz integralnog kruha i tjestenine.
- Vitamini - jednom dijelu žena pomaže Vitamin B6. Svakodnevnom prehranom trebalo bi unijeti 2 mg vitamina B6 koji može pomoći kod simptoma razdražljivosti, a Vitamin E i magnezij može pomoći kod problema s bolnim i napetim dojkama.
- Fototerapija ili terapija svjetlošću - jedna od novijih terapija kojoj je cilj povećanje razine serotonina.
- Lijekovi - analgetici kod bolova u leđima ili glavobolje, diuretici (kod žena koje primijete znatan porast težine), hormonalna terapija (umiruju rad jajnika), a antidepresivi kod simptoma anksioznosti ili depresije.
- Kirurško liječenje - vrlo drastična metoda koja se primjenjuje u SAD-u i nekim drugim zemljama (uklanjanje jajnika ili uklanjanje jajnika i maternice).[2][3][4]